# Verbascum baldaccii
Verbascum baldaccii är en flenörtsväxtart som beskrevs av Árpád von Degen. Verbascum baldaccii ingår i släktet kungsljus, och familjen flenörtsväxter. Inga underarter finns listade i Catalogue of Life.